# ハムステッド駅
ハムステッド駅（ハムステッドえき、英語：Hampstead tube station）は、ロンドン北部、ハムステッド（ポストコード NW3 1QG）にあるロンドン地下鉄の駅である。ノーザン線エッジウェア支線、ゴルダーズ・グリーン駅とベルサイズ・パーク駅の間にあり、エッジウェア支線では最北に位置し、トラベルカード・ゾーン2とトラベルカード・ゾーン3に含まれる。
当駅は建築家レスリー・グリーンにより設計され、1907年6月22日にチャリングクロス・ユーストン・アンド・ハムステッド鉄道の駅として開業した。ヒース・ストリートとハムステッド・ハイ・ストリートの交差点に位置することから、当初は駅名をヒース・ストリートとする案もあり、駅のホームにはヒース・ストリートとタイルで書かれた駅名標が残っている。ハムステッドは起伏の多い土地で、当駅のホームはロンドン地下鉄で最も深い地表から192フィート (59 m)下にあり、ロンドン地下鉄で最長の181フィート (55 m)の高速エレベーターと320段の螺旋階段を備えている。
当駅の北、ゴルダーズ・グリーン駅との間、ノース・ロンドン線のハムステッド・ヒース駅から東へ徒歩10分程度の場所にはノース・エンドまたはブル・アンド・ブッシュと仮称された駅の計画があったが、建設途上で計画が中止されている。

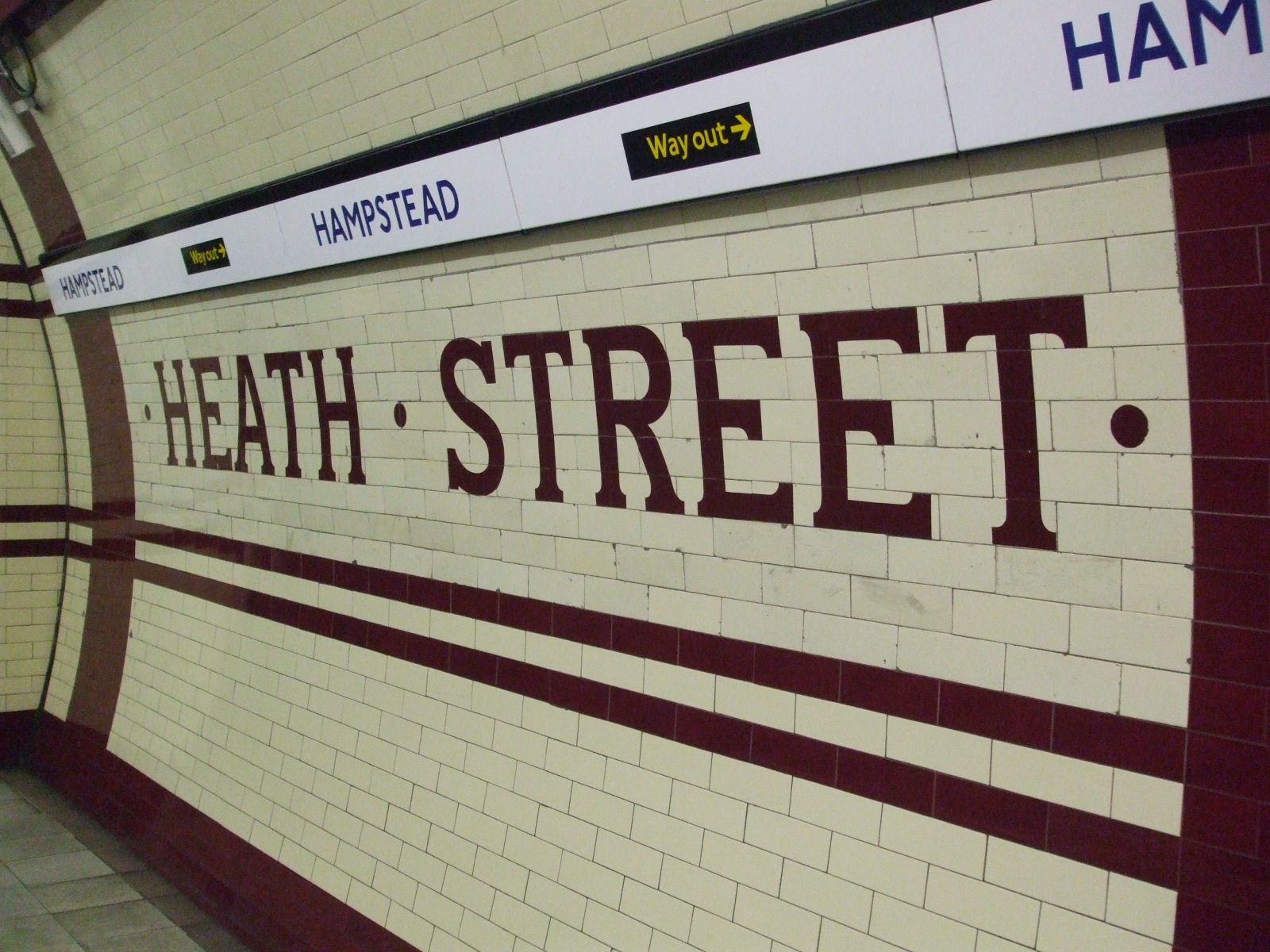
当駅プラットホームには"Heath Street"の文字が残る

## バス路線
ロンドンバス46、268、603、深夜バスN5が当駅を経由する。